# Бјесови
Бјесови су рок-група из Горњег Милановца. Основани су крајем осамдесетих под називом „Бадер Мајнхоф“, да би због притиска тадашње градске власти променили име у „Сент Гален“, па „Чајна блу“ и коначно у „Бјесови“ (према јекавском преводу романа „Зли дуси“).

## Историјат
Група је од самог почетка (1987) привукла пажњу необичном поставом са два певача, брижљиво осмишљеним наступима, препознатљивим и личним текстовима, као и музичком подлогом у оквирима гранџа чији су природни део, и генерацијски и идејно, тих раних деведесетих били и српски Бјесови. Постава се углавном мењала према потребама и замислима двојца који је групу и основао: Зорана Маринковића и Горана Марића.
Први велики успех групе је победа на гитаријади у Чачку, 16. јула 1990. године (када су, заправо, по први пут и наступили под именом „Бјесови”), а затим је уследила и победа на гитаријади у Зајечару 1993, и у наредних пар година мноштво концерата. У том периоду велика медијска пажња усмерена је на овај бенд.
Године 1997, мало после изласка албума „Све што видим и све што знам“, након концерта у КСТ-у 13. септембра, Зоран и Горан распуштају групу.
Од 2000. године Бјесови поново постоје у нешто другачијој постави и са једним певачем, Зораном Маринковићем, гуруом и вођом бенда.
Чињеница да Бјесови зраче не само у оквиру рокенрола него и на разне друге стране, и то веома јако, разлог је што и дан-данас, после више од 35 година постојања, имају бројну публику, састављену од људи између себе врло различитих, али повезаним највећим питањем које себи било ко од нас може поставити, питањем сврхе човечијег постојања.
У септембру 2012, групи се прикључује бубњар Рамон Хамел, са којим бенд снима 12 песама у Музичком центру Павароти у Мостару. Још три песме биће наредне године снимљене у студију Чешњак у Крагујевцу. Од тада група наступа са два бубњара, тако што део песама свира Марјановић, а део Хамел. Албум "Светла, Светлости" садржи 13 обрада ex-Yu рок песама и појавио се као бесплатан download у оквиру издавачке секције музичког часописа Nocturne, фебруара 2015.
Зоран Маринковић је 5. септембра 2023. на свом Фејсбук налогу објавио: "Време за одлазак дошло је", уз црнобелу слику са знаком бенда убаченим у концентричне кругове особене за цртане филмове Looney Tunes, уз натпис "That's All Folks" и тиме означио крај рада групе, без неког објашњења. Објава је изазвала бурне реакције бројних обожаватеља.

## Дискографија
Бјесови су до данас издали шест албума, а највећи успех групе је био други по реду (безимени) албум који је доживео два издања на компакт диску.
Занимљиво издање је и мултимедијални диск са видео-снимком концерта Бјесова из београдског КСТ-а од 31. 05. 2003. уз пратећи садржај у виду текстова песама, фотографија са концерта, плаката концерта, интервјуа из тог времена... Снимање и штампање овог издања, Зоран Маринковић и Бјесови су сами финансирали, а касније, одштампаних 1.000 примерака бесплатно поделили фановима и новинарима. На овом издању групе, у склопу мултимедије налази се и омот у дигиталном облику у одличној резолуцији, тако да га свако може и одштампати, пошто себи пререже диск. Све ово је битно јер открива Бјесове у једном другом светлу које има јак социјално-морални, па и политички карактер. Избећи официјелне српске издаваче који ионако ништа не ураде за групе које издају, у земљи која јесте мајка, али мајка чедоморка која је у контејнер са ђубретом после порођаја одбацила не само Бјесове него и све остале своје рок бендове.

### Албуми
- „У освит задњег дана“ (Sound Galaxy, 1993)
- „Бјесови“ (ИТВ Меломаркет, 1994)
- „Све што видим и све што знам“ (Metropolis Records, 1997)
- „На живо“ (Metropolis Records, 2003) - уживо
- „Боље ти“ (ПГП РТС, 2009)
- „Светла, светлости“ (Nocturne media, 2015)

### Остало
- „Песме изнад Истока и Запада“ (Радио Светигора / ПГП РТС, 2001) - албум разних извођача; пројекат Драга Сенића (QRVE) и Горана Марића
- „31.5.2003.“ мај, 2003. (Концерт у београдском КСТ-у објављен као видео-снимак)

## Награде
- 1990. Победа на првој чачанској гитаријади.
- 1993. Победа на 27. зајечарској гитаријади.
- 1995. Други (безимени) албум проглашен CD издањем године (за претходну, 1994), а Бјесови групом године, на додели годишњих награда радио емисије „Микрофонија“ студентског радија „Index“ у Београду.
- 2003. Бјесови добијају Сребрну плакету "Таковски устанак" за дугогодишњи допринос културном развоју града и општине Горњи Милановац.
- 2010. Са песмом "Кад се руке моје везане раздвоје", са албума "Боље Ти", Бјесови освајају титулу "Хита године" (за 2009) "Радија 202",[5] док исти албум ("Боље Ти"), гласовима слушалаца бива проглашен албумом године.
- 2013. Песма "Боље Ти", гласовима слушалаца београдског "Радија 202", изгласана је као трећа најбоља песма 21. века, Србије и целог Еx-Yu региона.[5]

## Галерија
- Маринко, мај 2008.
- Слободан Вуковић - Били, 2008.
- Иван Ковачевић - Ковач, 14. новембар 2014.
- Рамон Хамел, 14. новембар 2014.
- Марко Марковић, 14. новембар 2014.
- Драган Арсић - Тилт у Нишу, 22. август 2012.
- Мирослав Марјановић - Микак у Нишу, 22. август 2012.